# Global Language Monitor
Le Global Language Monitor (GLM) est une société basée à Austin, au Texas qui collecte et analyse le contenu des médias et piste les tendances dans le monde entier avec une prédominance pour la Langue anglaise.  Elle est connue pour son Word of the Year et ses classements,,,.

## Historique
Fondée dans la Silicon Valley en 2003 par Paul JJ Payack, le GLM décrit son rôle comme « une société d'analyse des médias et documents, et de pistage des tendances culturelles dans toutes les langues, mais plus particulièrement l'anglais. » Les principaux services du GLM comprennent divers produits basés sur le TrendTopper MediaBuzz College Guide et l'analyse des médias sociaux via les récurrences de langage. Les récurrences de langage sont basées sur le discours mondial et  fournissent en temps réel, une image précise sur n'importe quel sujet à n'importe quel moment, en analysant internet, la blogosphère, ainsi que les nouvelles sources de médias sociaux. En avril 2008, le GLM a déménagé son siège social de San Diego à Austin.